# インターフェロンγ遊離試験
インターフェロンγ遊離試験（インターフェロンガンマゆうりしけん、英: Interferon gamma release assay：IGRA）とは、結核菌感染の検査方法の一つ。
結核菌特異抗体に対するIFN-γを用いて結核菌を調べる検査であり、ツベルクリン反応と比較して、BCG、非結核性抗酸菌症の影響をうけない特異度の高い検査である。現在日本では以下の2つが保険認可されている。
- QuantiFeron（クォンティフェロン　QFT検査）

IFN-γの濃度を測定する　
- T-SPOT（ティースポット　T-SPOT）

IFN-γ産生細胞数を測定する　